# Aphanocephalus wollastoni
Aphanocephalus wollastoni là một loài bọ cánh cứng trong họ Discolomatidae. Loài này được Rye miêu tả khoa học năm 1873.